# Grand Prix Formule 1 van Japan 2002
De Grand Prix Formule 1 van Japan 2002 werd gehouden op 13 oktober 2002 op de Suzuka International Racing Course in Suzuka.

## Uitslag
| Positie | Nummer | Rijder               | Team               | Ronden | Tijd/Opgave | Startplaats | Punten |
| ------- | ------ | -------------------- | ------------------ | ------ | ----------- | ----------- | ------ |
| 1       | 1      | Michael Schumacher   | Scuderia Ferrari   | 53     | 1:26:59.698 | 1           | 10     |
| 2       | 2      | Rubens Barrichello   | Scuderia Ferrari   | 53     | +0.506      | 2           | 6      |
| 3       | 4      | Kimi Räikkönen       | McLaren - Mercedes | 53     | +23.292     | 4           | 4      |
| 4       | 6      | Juan Pablo Montoya   | Williams-BMW       | 53     | +36.275     | 6           | 3      |
| 5       | 10     | Takuma Sato          | Jordan-Honda       | 53     | +1:22.694   | 7           | 2      |
| 6       | 15     | Jenson Button        | Renault            | 52     | +1 Ronde    | 10          | 1      |
| 7       | 7      | Nick Heidfeld        | Sauber - Petronas  | 52     | +1 Ronde    | 12          |        |
| 8       | 24     | Mika Salo            | Toyota             | 52     | +1 Ronde    | 13          |        |
| 9       | 16     | Eddie Irvine         | Jaguar Racing      | 52     | +1 Ronde    | 14          |        |
| 10      | 23     | Mark Webber          | Minardi - Asiatech | 51     | +2 Rondes   | 19          |        |
| 11      | 5      | Ralf Schumacher      | Williams-BMW       | 48     | Motor       | 5           |        |
| Ret     | 17     | Pedro de la Rosa     | Jaguar Racing      | 39     | Transmissie | 17          |        |
| Ret     | 9      | Giancarlo Fisichella | Jordan-Honda       | 37     | Motor       | 8           |        |
| Ret     | 14     | Jarno Trulli         | Renault            | 32     | Mechanisch  | 11          |        |
| Ret     | 11     | Jacques Villeneuve   | BAR-Honda          | 27     | Motor       | 9           |        |
| Ret     | 22     | Alex Yoong           | Minardi - Asiatech | 14     | Gespind     | 20          |        |
| Ret     | 12     | Olivier Panis        | BAR-Honda          | 8      | Mechanisch  | 16          |        |
| Ret     | 3      | David Coulthard      | McLaren - Mercedes | 7      | Gaskleppen  | 3           |        |
| Ret     | 8      | Felipe Massa         | Sauber - Petronas  | 3      | Ongeluk     | 15          |        |
| DNS     | 25     | Allan McNish         | Toyota             |        | Gewond      | 18          |        |

## Wetenswaardigheden
- Laatste race: Eddie Irvine, Mika Salo, Alex Yoong, Allan McNish.
- Eerste punten: Takuma Sato.
- Allan McNish crashte hard tijdens de zaterdagkwalificatie toen hij de 130R uitkwam, hij ging achteruit dwars door de vangrail. Hij was niet gewond, maar heeft sindsdien niet in de Formule 1 geracet. Zijn team Toyota had al bekendgemaakt dat hij niet voor het team deel zou nemen in 2003.
- Na deze race had elk team punten gescoord dit seizoen.

## Statistieken
| Snelste ronde | Michael Schumacher | Scuderia Ferrari | 1:36.125 |

## Noot
- Dit was de honderdste Grand Prix-start voor Ralf Schumacher. Hiermee was Schumacher de 51ste coureur die minstens 100 Grands Prix had gereden.
- Vijftigste pole position voor Michael Schumacher.
- Dit was de negentiende opeenvolgende podiumplaats voor Michael Schumacher; een absoluut record.
- Michael Schumacher breidde zijn record uit door de Grote Prijs van Japan voor de vijfde keer te winnen (eerdere overwinningen waren in 1995, 1997, 2000 en 2001).
- Dit was de 37ste opeenvolgende keer dat Michael Schumacher de leider van het kampioenschap was; een record.
- Vijfde wereldtitel in totaal en derde opeenvolgende wereldtitel voor Michael Schumacher en voor een Duitse coureur. Door het succesvol verdedigen van zijn wereldtitel (voor de tweede opeenvolgende keer) evenaarde Schumacher het record van Juan Manuel Fangio (1956). Door het winnen van zijn vijfde wereldtitel evenaarde Schumacher eveneens het record van Juan Manuel Fangio (1957).

1976 · 1977 · 1987 · 1988 · 1989 · 1990 · 1991 · 1992 · 1993 · 1994 · 1995 · 1996 · 1997 · 1998 · 1999 · 2000 · 2001 · 2002 · 2003 · 2004 · 2005 · 2006 · 2007 · 2008 · 2009 · 2010 · 2011 · 2012 · 2013 · 2014 · 2015 · 2016 · 2017 · 2018 · 2019 · 2022 · 2023 · 2024 · 2025